# Compared to What
Compared to What ist ein von Gene McDaniels geschriebener Jazzstandard, der zuerst 1969 von Roberta Flack auf ihrem Debütalbum First Take aufgenommen wurde.

## Hintergrund
Das Lied wurde von McDaniels zu der Zeit geschrieben, als Martin Luther King ermordet wurde und McDaniels eine Zeit im Ausland lebte. Es spiegelt die großen gesellschaftlichen Spannungen in den USA der 1960er Jahre wider, gekennzeichnet durch Rassenunruhen und Vietnamkrieg, und prangert die in den Augen des Autors pervertierten gesellschaftlichen Werte der USA an. 
Das Lied wurde in der Aufnahme von Les McCann und Eddie Harris ein internationaler Hit (Swiss Movement) und wurde über eine Million Mal verkauft. Durch den Erfolg der Harris/McCann-Aufnahme erhielt Gene McDaniels einen Vertrag bei Atlantic Records, wo er zwei Alben aufnahm. 
Coca-Cola nutzte das Lied, aufgenommen vom Chicago-Rapper Common und der R&B-Sängerin Mýa, für eine Werbekampagne mit dem Titel Coca-Cola….Real. Das Lied erschien auf dem Soundtrack zu Martin Scorseses Film Casino.

## Coverversionen
Das Lied wurde von vielen Künstlern aufgenommen, wie Al Jarreau, Candy Dulfer, Klaus Doldinger und George Kahn. Dee Dee Bridgewater nahm das Stück auf ihrem Album Red Earth auf. Weitere Coverversionen stammen von Art Pepper, Coleman Hawkins, Stanley Turrentine, Frank Zappa, Paul Chambers, Les McCann, Eddie Harris, David Holmes und anderen.

## Rezensionen
Barry Kernfeld nannte das Lied in seinem Buch The Blackwell Guide to Recorded Jazz „einen der größten Jazz-Soul Fusion Tracks, der jemals aufgenommen wurde“.